# Vjazovka (Tsjoesovaja)
De Vjazovka (Russisch: Вязовка) is een rivier in de Russische oblast Sverdlovsk en een zijrivier van de Tsjoesovaja. De rivier stroomt door de stad Degtjarsk.
De Vjazovka ontstaat ten zuiden van de stad Degtjarsk op ongeveer 440 meter hoogte in de Centrale Oeral. Het riviertje doorstroomt het zuidelijk deel van de stad Degtjarsk. Ten westen van de stad buigt de rivier af naar het noordoosten en stroomt de Malaja Vjazovka (Kleine Vjazovka) in de rivier. De omgeving is hier erg moerassig. Iets noordelijker stroomt de Vjazovka op ongeveer 300 meter hoogte in de Tsjoesovaja.
In 1953 werd een stuwdam in de rivier gelegd, waardoor de Ivestkovyvijver ontstond. In 1960 werd nog een stuwdam in de rivier gelegd met een lengte van 250 meter, waardoor de Degtjarskvijver ontstond met een afmeting van 2,5 kilometer bij 250 meter en een diepte tot 8 meter aan de zuidwestelijke rand van de stad. In deze vijver zwmmen vissoorten als blankvoorn, baars, karper en snoeken.